# Hakea baxteri
Hakea baxteri (лат.) — кустарник рода Хакея (Hakea) семейства Протейные (Proteaceae). Встречается в районах Большой Южный и Уитбелт в Западной Австралии. 

## Ботаническое описание
Hakea baxteri — высокий лигнотуберозный кустарник, достигающий до 1—5 м в высоту с гладкой серой корой. Более мелкие ветви и молодые листья имеют густо спутанные мягкие ржавые волоски, которые становятся гладкими при цветении. Тёмно-зелёные жёсткие листья имеют длину 4–8 см и ширину 3–9 см, веерообразные с зубчатым верхним краем, сужающимся в основании. Соцветие состоит из 4—8 небольших сильно душистых цветков, светло-красного с зеленоватым оттенком. Цветки формируются группами на слабовыраженном стебле в пазухах листьев или на старой древесине. Цветоножка имеет длину 3—4 мм и густо покрыта ржаво-коричневыми выпуклыми волосками, продолжающимися на околоцветник длиной 7—9 мм. Крупные плоды имеют шероховатую поверхность, шаровидной формы с небольшим крючковатым клювом. Характеризуются своими древесными плодами, каждый стручок семян содержит два крылатых семени.

## Таксономия
Вид Hakea baxteri был описан ботаниками Робертом Брауном в 1830 году. Назван в честь Уильяма Бакстера, английского ботанического коллекционера XIX века.

## Распространение и местообитание
Произрастает в национальном парке Стерлинг-Рейндж и близлежащих местах на пустошах и в эвкалиптовых лесах на песках и гравии.

## Охранный статус
Hakea baxteri  классифицируется как «не угрожаемый» Департаментом парков и дикой природы правительства Западной Австралии.